# Jenő Egerváry
Jenő Egerváry   (Debrecen, 16 d'abril de 1891 - Budapest, 30 de novembre de 1958) va ser un matemàtic hongarès.

## Vida i Obra
Després de fer els estudis secundaris a la seva vila natal, Debrecen, Egerváry va fer els estudis universitaris a la universitat Péter Pázmány de Budapest fins que es va doctorar el 1914, sota la direcció de Lipót Fejér. A continuació, i mentre ampliava estudis, va ser empleat de l'Institut Sismològic hongarès. Curiosament, durant la Primera Guerra Mundial va ser declarat inútil pel servei militar, quan en realitat era un reconegut muntanyista i alpinista.
El 1918 va ser nomenat professor ajudant de la universitat tecnològica de Budapest i el 1921 de la universitat de Szeged (que operava temporalment a Budapest). El 1927, per motius desconeguts, li va ser revocada l'habilitació docent, però el 1930, tornava a ser professor ajudant a la universitat de Budapest. Finalment, el 1938, va passar a ser professor titular de la universitat tecnològica de Budapest, de la qual es va jubilar el 1958, uns mesos abans de morir suïcidat en estranyes circumstàncies.
Els seus primers treballs científics van estar en la línea del seu mestre, Lipót Fejér, en el camp de l'anàlisi matemàtica; però aviat el seu interès va tombar cap a la teoria de les equacions algebraiques i l'àlgebra lineal. En qualsevol cas, la seva carrera acadèmica va estar dedicada íntegrament a les matemàtiques aplicades, incloent, per exemple, l'estudi del problema dels tres cossos, de la conducció del calor o de les equacions diferencials que modelen els ponts de cadenes (càlculs que potser es van fer servir en la construcció del conegut Pont de les Cadenes de Budapest). També va fer alguna incursió en la geometria diferencial.
La seva aportació més original va ser la del algorisme hongarès, un procediment matemàtic per assignar els recursos disponibles de la forma més eficient.